# Jme
Jamie Adenuga (1985. május 4. –), művésznevén Jme, brit grime rapper, dalszerző, producer és DJ, aki Hackneyben született és Tottenhamben nőtt fel. A Boy Better Know társalapítója, korábban tagja volt a Meridian Crew-nak és a Roll Deepnek testvérével, Skeptával.

## Korai évek
Jamie Adenuga 1985. május 4-én született Hackneyben, nigériai szülők gyermekeként. Észak-Londonban nőtt fel, Tottenhamben. A St. Paul's és a Winchmore iskolákba járt, öccsével Jasonnel, bátyjával Joseph-fel és húgával Julieval. A Greenwichi Egyetemen végezte tanulmányait, 3D modellezésből szerezte diplomáját.

## Karrier
Jme produceri munkáját csengőhangok készítésével kezdte. Társtulajdonosa a saját ruházati láncának, a Boy Better Know-nak és a Straight Outta Bethnal szórakozóhelynek. 
2008 októberében egyike volt a London Astoria headlinereinek, akik függetlenek voltak.
2009 szeptemberében kiadta az "Over Me"-t, amelyet a "Sidetracked" és a "CD is Dead" követett. Ezek a kislemezek szerepeltek a Blam! albumán, amely 2010. október 4-én jelent meg.
2011. február 13-án megjelentette a History: válogatásalbumot, amely a 162. helyig jutott a UK Albums Charton.
2012 januárjában kiadta a "96 Fuckries"-t amely 41. helyig jutott a Brit kislemezlistán. Ebben az évben jelent meg legsikeresebb kislemeze, a "Can You Hear Me? (Ayayaya)", közreműködőként Wiley-val, Skeptával, és Ms D-vel. A kislemez 3. helyet ért el a Brit kislemezlistán.
Harmadik stúdióalbuma az Integrity> 2015. május 4-én jelent meg és 12. helyig jutott a UK Albums Charton. Egyike volt a 19 albumnak, amelyet jelöltek az IMPALA Év albuma díjra.
2019-ben 11 hónapos szünetet tartott közösségi média oldalain. 2019. november 14-én bejelentette negyedik stúdióalbumát, a Grime MC-t, amely a hónapban később jelent meg. A Clash 8/10 értékelést adott az albumnak, míg a Pitchfork a rapper karrierjének legjobb albumának nevezte.

## Magánélet
Adenuga vegán és antialkoholista. Testvére a rádiós műsorvezető és DJ Julie Adenuga, a grime előadó Skepta és a grafikus, illetve producer Jason.
Jme 2016 augusztusában házasodott össze Sarah Cavanagh-val, akivel egy gyermeke van, Rosè, aki 2018-ban született.
Jme kampányolt a brit Munkáspárt mellett 2017-ben, Jeremy Corbynnal.
Ismertségét részben a Sidemennel való munkásságának köszönheti, akik egy héttagú brit Youtuber csoport. Jme gyakran szerepelt videóikban, illetve szerepelt a csoport mindhárom jótékonysági labdarúgó mérkőzésén 2016 és 2018 között.

## Diszkográfia

### Stúdióalbumok
| Cím        | Részletek                                                                                         | Slágerlista | Minősítések  |
| Cím        | Részletek                                                                                         | UK          | Minősítések  |
| ---------- | ------------------------------------------------------------------------------------------------- | ----------- | ------------ |
| Famous?    | - Megjelent: 2008. július 14. - Kiadó: Boy Better Know - Formátumok: CD, digitális letöltés       | —           |              |
| Blam!      | - Megjelent: 2010. október 4. - Kiadó: Boy Better Know - Formátumok: CD, digitális letöltés       | 66          |              |
| Integrity> | - Megjelent: 2015. május 4. - Kiadó: Boy Better Know - Formátumok: CD, LP, digitális letöltés     | 12          | - BPI: Ezüst |
| Grime MC   | - Megjelent: 2019. november 29. - Kiadó: Boy Better Know - Formátumok: CD, LP, digitális letöltés | 26          |              |

### Válogatásalbumok
| Cím      | Részletek                                                                                    | Slágerlista |
| Cím      | Részletek                                                                                    | UK          |
| -------- | -------------------------------------------------------------------------------------------- | ----------- |
| History: | - Megjelent: 2011. február 13. - Kiadó: Boy Better Know - Formátumok: CD, digitális letöltés | 162         |

### Mixtape-ek
- 2006: Boy Better Know – Edition 1: Shh Hut Yuh Muh
- 2006: Boy Better Know – Edition 2: Poomplex
- 2006: Boy Better Know – Edition 3: Derkhead
- 2006: Boy Better Know – Edition 4: Tropical (Instrumental mixtape)
- 2011: Boy Better Know – Tropical 2 (Instrumental mixtape)
- 2015: Jme – 48 Hour Mixtape (Free Stream)

### Lemezek
- Jme – Badderman EP
- Jme – Calm Down
- Jme – Don't Chat
- Jme – The Jme EP – Rice and Peas
- Jme – Joel Shut Your Mouth
- Jme – Meridian Walk
- Jme – Serious/Calm Down EP
- Jme – Serious Serious EP
- Jme – Waste Man EP
- Commodo ft. JME- Shift[23]
- Jme/Grime Reaper – Safe and Sound EP
- Jme/Skepta – Adamantium EP
- Jme/Trigz – Berr Quick EP
- Jme/Trigz – The Nu EP
- Jme – Integrity>
- Jme – Integrity> Instrumental
- Jme - Grime MC

### Kislemezek

#### Fő előadóként
| Cím                                       | Év   | Slágerlisták | Slágerlisták | Minősítések    | Album                  |
| Cím                                       | Év   | UK           | UK Indie     | Minősítések    | Album                  |
| ----------------------------------------- | ---- | ------------ | ------------ | -------------- | ---------------------- |
| "Over Me"                                 | 2009 | —            | —            |                | Blam!                  |
| "Sidetracked" (Wiley közreműködésével)    | 2010 | —            | 14           |                | Blam!                  |
| "CD Is Dead" (Tempa T közreműködésével)   | 2010 | —            | 15           |                | Blam!                  |
| "Jme"                                     | 2011 | —            |              |                | Blam!                  |
| "96 F**Kries"                             | 2012 | 41           | 3            |                | Integrity>             |
| "Murking"                                 | 2012 | 90           | 5            |                | nem jelent meg albumon |
| "Banger" (Wiley közreműködésével)         | 2013 | —            | 5            |                | nem jelent meg albumon |
| "If You Don't Know"                       | 2013 | 97           | 10           |                | nem jelent meg albumon |
| "Work"                                    | 2013 | 133          | 16           |                | Integrity>             |
| "Integrity"                               | 2013 | 82           | 9            |                | Integrity>             |
| "T.R.O.N"                                 | 2013 | —            | —            |                | nem jelent meg albumon |
| "Taking Over? (It Ain't Working)"         | 2014 | —            | 15           |                | Integrity>             |
| "Man Don't Care" (Giggs közreműködésével) | 2015 | 100          | 10           | - BPI: Platina | Integrity>             |
| "96 of My Life"                           | 2020 | –            | –            |                | Grime MC               |

#### Közreműködő előadóként
| Cím (fő előadó)                                                                                                | Év   | Slágerlista | Slágerlista | Minősítések    | Album                       |
| Cím (fő előadó)                                                                                                | Év   | UK          | UK R&B      | Minősítések    | Album                       |
| --- | ---- | ----------- | ----------- | -------------- | --------------------------- |
| "Maybe Ting Refix" (Ozzie B; Lip E, Double S, Shocka, Flirta D, Lethal Bizzle, Jme és Frisco közreműködésével) | 2010 | —           | —           |                | nem jelent meg albumon      |
| "Radio" (Ed Sheeran)                                                                                           | 2011 | —           | —           |                | No.5 Collaborations Project |
| "Pow 2011" (Lethal Bizzle featuring Jme, Wiley, Chipmunk, Face, P Money, Ghetts and Kano)                      | 2011 | 33          | 10          |                | Best of Bizzle              |
| "Can You Hear Me? (Ayayaya)" (Wiley; Skepta, Jme és Ms D közreműködésével)                                     | 2012 | 3           | —           | - BPI: Platina | The Ascent                  |
| "German Whip" (Meridian Dan; Big H és Jme közreműködésével)                                                    | 2014 | 13          | —           |                | I Am London                 |
| "That's Not Me" (Skepta)                                                                                       | 2014 | 21          | —           | - BPI: Platina | Konnichiwa                  |
| "Rari WorkOut" (Lethal Bizzle; Tempa T és Jme közreműködésével)                                                | 2014 | 11          | 2           |                | középlemez                  |
| "Keep Up" (KSI)                                                                                                | 2015 | 45          | 7           |                | Keep Up                     |
| "Say Nada" (Shakka)                                                                                            | 2015 | 75          | 10          | - BPI: Ezüst   | The Lost Boys               |
| "House & Pop" (President T)                                                                                    | 2016 | —           | —           |                | T on the Wing               |
| "Box" (Lethal Bizzle; Jme és Face közreműködésével)                                                            | 2016 | —           | —           |                | nem jelent meg albumon      |
| "Style & Flows" (Double S)                                                                                     | 2016 | —           | —           |                | The Intent soundtrack       |
| "Running Wild" (Goldie 1)                                                                                      | 2016 | —           | —           |                | nem jelent meg albumons     |
| "My Yard" (Bossman Birdie)                                                                                     | 2016 | —           | —           |                | nem jelent meg albumons     |
| "Gone Mad" (Blay Vision)                                                                                       | 2017 | —           | —           |                | Turner Avenue               |
| "Off to Work" (Dapz On The Map)                                                                                | 2018 | —           | —           |                | Champion Settings           |
| "Born on Your Own" (Maxsta)                                                                                    | 2018 | —           | —           |                | Maxtape 2                   |
| "Fall Off" (Big Zuu)                                                                                           | 2018 | —           | —           |                | Content with Content        |
| "Angles" (Miraa May)                                                                                           | 2019 | —           | —           |                | Dark                        |
| "Pull Up" (KSI)                                                                                                | 2019 | 94          | —           |                | New Age                     |
| "Icey" (Ironik)                                                                                                | 2019 | —           | —           |                | nem jelent meg albumon      |
| "Red Card" (Frisco; Skepta, Jammer és Jme közreműködésével)                                                    | 2020 | —           | —           |                | The Familiar Stranger       |